# امیلند
امیلند (به هلندی: Ameland) یک سکونتگاه مسکونی در هلند است که در فریسلاند واقع شده‌است.

## خصوصیات
امیلند ۴ متر بالاتر از سطح دریا واقع شده‌است.